# Zabelia umbellata
Zabelia umbellata är en kaprifolväxtart som först beskrevs av Karl Otto Robert Peter Paul Graebner och Buchw., och fick sitt nu gällande namn av Tomitaro Makino. Zabelia umbellata ingår i släktet Zabelia och familjen kaprifolväxter. Inga underarter finns listade i Catalogue of Life.